# Mulino Salvati

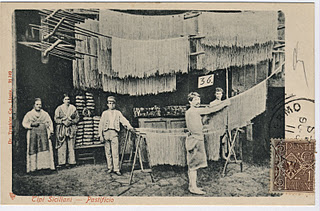
Immagine di una cartolina postale storica del fotografo tedesco Trenkler di fine‘800, del Molino Salvati a Caltanissetta

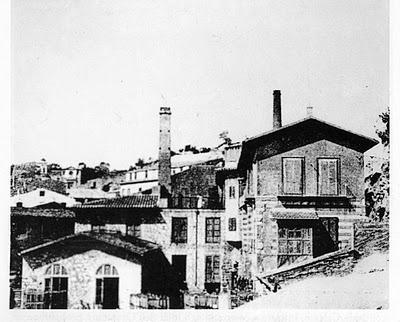
Immagine del Molino Salvati inizi Novecento, sullo sfondo la chiesa di San Michele

Il Mulino Salvati a Caltanissetta è un monumento di archeologia industriale, oggi alterato nella struttura architettonica, posto all'inizio della salita che porta al III convento dei Frati Cappuccini con l'attigua chiesa di San Michele.

## Storia
Il mulino e pastificio fu realizzato nel 1866, dai fratelli Francesco e Luigi Salvati originari di Castellammare di Stabia; che per primi realizzarono a Caltanissetta, nel 1856. In precedenza il primo mulino a vapore costruito sul torrente Grazia, vicino al ponte Santa Lucia, non ebbe molta fortuna e presto smise l'attività rimanendo in abbandono. Il nuovo sito, invece, fu scelto lungo la originaria trazzera per Palermo, anticamente identificata al catasto come strada di San Michele, l'attuale via Sallemi, a cavallo delle due sponde dell'asta torrentizia del torrente Palmintelli, affluente del torrente delle Grazie su una struttura preesistente di mulino ad acqua. Prospiciente all'edificio esisteva una fontana utilizzata anche a pubblico lavatorio.
Nel 1872 iniziarono i lavori di costruzione della galleria ferroviaria di Caltanissetta, questa  cosa comportò un cambiamento del regime della acque sorgive che provocò gravi danni alla ditta Salvati, che per questo motivo nel 1878 iniziò una lunga controversia legale con lo stato per ottenere un risarcimento dei danni subiti.
Nei primi anni del '900 il proprietario Vincenzo Salvati, medico chirurgo nonché membro della camera del lavoro, aveva trasformato l'interno del mulino nella propria abitazione e nel suo gabinetto elettro-fototerapico nonché primo studio di radiologia della città.
Il mulino-pastificio rimasto in funzione fino agli anni 20 del secolo scorso, era azionato da un sistema a vapore; con impianti distinti per la molitura del grano in conto proprio con la produzione di diversi tipi di farina per il pastificio e la molitura per conto terzi.

## Struttura
Il complesso si compone di una serie di edifici variamente articolati che creano nell'insieme una struttura interessante dal punto di vista sia industriale che architettonico e storico; conservando integralmente il suo impianto originale, come si evince dalla foto storica dei primi del '900 confrontata con le coeve planimetrie e con la foto satellitare.
Per le analogie stilistico-compositive, con altri edifici civili della città e per la soluzione di finitura dei prospetti a fasce alternate di colore diverso (bianco e rosso), si suppone che l'opera sia stata progettata dagli architetti comunali Agostino Lo Piano o Alfonso Barbera o dai loro allievi, secondo uno stile architettonico comune dopo l'unità d'Italia.

### Stato attuale
Attualmente il complesso architettonico risulta trasformato con locali ad uso commerciale al piano terra ed abitazioni ai piani superiori e con aggiunta di balconi e terrazzi e la creazione di ballatoi per disimpegnare i locali ad uso residenziale. Oggi è oggetto di un progetto di edificazione di un edificio a 8 sopraelevazioni in una porzione di fabbricato.